# Abronia ramirezi
Abronia ramirezi o escorpión arborícola es una especie de lagartos diploglosos de la familia Anguidae. Su nombre es un patronímico dedicado a Antonio Ramírez-Velázquez el colector del espécimen tipo.

## Clasificación y descripción
Este animal puede distinguirse de todos sus congéneres por poseer 10 hileras de escamas ventrales longitudinales. A diferencia de otras especies de Abronia excepto de Abronia bogerti y A. chiszari en que tiene un cuerpo elongado que está cubierto por 39 o más hileras de escamas dorsales transversales. Puede distinguirse de estas especies por poseer un contacto amplio frontonasal-frontal, solamente dos supraoculares laterales por cada lado (contras tres o cuatro) y 12 hileras de escamas dorsales longitudinales (contra 14-16). A. ramirezi difiere de A. bogerti pero no de A. chiszari en poseer escamas lisas en lugar de escamas dorsales totalmente quilladas. El número de lamelas subdigitales del cuarto dedo de A. ramirezi es de solamente 16-17, el más bajo observado en Abronia; otras especies tienen 18-23.

## Distribución
Es endémica de Chiapas (México). Únicamente se conoce para la localidad tipo en Cerro La Vela, Rancho El Recuerdo, a 1350 m s. n. m., en Sierra Madre de Chiapas, municipio de Jiquipilas, Chiapas, México.

## Ambiente
Esta especie arbórea fue colectada en bosque tropical seco.

## Estado de conservación
Se encuentra ligeramente amenazada por la pérdida de su hábitat natural. Está catalogada como datos insuficientes (DD) en la IUCN.